# Sielsowiet Święta Wola
Sielsowiet Święta Wola (biał. Святавольскі сельсавет; ros. Святовольский сельсовет) – sielsowiet na Białorusi, w obwodzie brzeskim, w rejonie iwacewickim, z siedzibą w Świętej Woli.
Według spisu z 2009 sielsowiet Święta Wola zamieszkiwało 1433 osób, w tym 1390 Białorusinów (97,00%), 22 Rosjan (1,54%), 11 Ukraińców (0,77%), 4 Polaków (0,28%), 3 osoby innych narodowości i 3 osoby, które nie podały żadnej narodowości. Do 2020 liczba mieszkańców spadła do 1250 osób, zamieszkujących w 576 gospodarstwach domowych.
Największą miejscowością jest Wielka Hać z 654 mieszkańcami. Ponad 100 osób mieszka także w Świętej Woli (396 mieszkańców) i w Turni (174 mieszkańców). Dołhę zamieszkuje 26 osób.

## Miejscowości
- agromiasteczko:
  - Święta Wola
- wsie:
  - Dołha
  - Turna
  - Wielka Hać